# Alexander Briant
Alexander Briant (Somerset, 17 agosto 1556 – Tyburn, 1º dicembre 1581) è stato un presbitero e gesuita inglese; martirizzato sotto Elisabetta I, è venerato come santo della Chiesa cattolica ed è ricordato tra i Santi quaranta martiri di Inghilterra e Galles.

## Biografia
Alexander Briant nacque il 17 agosto 1556 nel Somerset (sud-ovest dell'Inghilterra), in una famiglia di piccoli proprietari terrieri.
In giovane età studiò allo Hart Hall College di Oxford, dove ottenne il baccellierato. Proseguì gli studi al Balliol College; qui fu allievo e discepolo di Robert Parsons, che si rivelò una figura cruciale per la sua conversione al cattolicesimo. Successivamente si trasferì sul continente per studiare da seminarista, prima a Reims (Francia) e poi a Douai (Fiandre). Il Collegio inglese di Douai era stato fondato nel 1568 da William Allen, ex professore del Queen's College di Oxford e Canonico di York; il suo scopo era quello di formare sacerdoti per riportare gli inglesi al cattolicesimo. Briant fu ordinato sacerdote a Douai il 29 marzo 1578.

Nell'agosto dello stesso anno tornò in Inghilterra, dove svolse segretamente attività missionaria soprattutto nel natio Somerset. Anche Robert Parsons era ritornato in patria ed aveva preso alloggio a Londra, dove viveva di nascosto in Fleet Street. Di tanto in tanto Alexander Briant si recava a trovarlo. Il 28 aprile 1581, complice la delazione di un servo infedele, la casa di Parsons fu perquisita da una squadra di «cacciatori di preti». Era presente solo Briant, di cui la polizia non sapeva nulla, ma nella sua stanza fu trovato un calice. Sospettando che fosse un sacerdote, fu portato in prigione. Interrogato, non rivelò dove si trovasse Parsons né se conoscesse altri missionari cattolici. Fu allora trasferito nella Torre di Londra, dove fu torturato sulla ruota per due giorni.
Venne poi gettato a languire nel «pozzo», un buco profondo sei metri, scavato accanto alla camera delle torture, dove trascorse otto giorni in completa oscurità. Mentre era in attesa di giudizio trovò la forza di scrivere al superiore dei Gesuiti inglesi chiedendogli di entrare a far parte della Compagnia di Gesù. La lettera riuscì in qualche modo ad arrivare a destinazione e l'ammissione gli fu accordata, qualche settimana prima del martirio.

In novembre Briant fu accusato di alto tradimento (l'accusa che era di solito imputata ai missionari cattolici) con altri sei confratelli e condannato a morte. Aveva 25 anni. La sentenza fu eseguita il 1º dicembre 1581 a Tyburn per impiccagione, sventramento e squartamento. Insieme a lui furono giustiziati anche Edmund Campion e Ralph Sherwin. Prima di morire dovette assistere al martirio dei confratelli. Sulla forca Briant fece un breve atto di fede e professò la sua innocenza dall'accusa di tradimento e sedizione.

## Culto
Pio XI proclamò Alexander Briant venerabile l'8 dicembre 1921 e lo beatificò la settimana successiva, il 15 dicembre.
Fu canonizzato da Paolo VI il 25 ottobre 1970 fra i Quaranta martiri di Inghilterra e Galles.
 
Una reliquia, un corporale conservato nel Collegio Inglese di Roma, riporta i nomi di cinque sacerdoti, tra cui quello di Briant.